# Chu Xán
Chu Xán (tiếng Trung: 朱粲; bính âm: Zhū Càn, ? - 621) là một thủ lĩnh nổi dậy vào cuối thời Tùy. Ông được chú ý đặc biệt vì tính tàn nhẫn và từng dùng thịt người làm quân lương. Ông không lập căn cứ cố định cho các hoạt động quân sự của mình, thay vào đó, ông thường cùng binh sĩ di chuyển ở khu vực nay là nam bộ Hà Nam, tự xưng là Sở Đế. Ông từng quy phục Ngụy công Lý Mật, Tùy Đế Dương Đồng, Đường Cao Tổ và Trịnh Đế Vương Thế Sung. Sau khi đổ vỡ quan hệ với Đường, ông chạy đến kinh thành Lạc Dương của Trịnh, và đến khi Lạc Dương thất thủ trước quân Đường vào năm 621, ông bị xử tử.

## Bắt đầu nổi dậy
Chu Xán là người Hào châu (毫州, nay gần tương ứng với Bạc Châu, An Huy), ban đầu ông là một tá sử tại huyện nhà. Sau đó, ông tòng quân chiến đấu với đội quân nổi dậy ở Trường Bạch Sơn (長白山, nay thuộc Tân Châu, Sơn Đông). Tuy nhiên, vào năm 615 hoặc trước đó, ông lại trở thành một thủ lĩnh nổi dậy, đội quân này được gọi là "Khả Đạt Hàn tặc" (可達寒賊). Chu Xán tự xưng là Già Lâu La Vương (迦樓羅王), có đến hơn 10 vạn lính dưới quyền. Cuối cùng, Chu Xán quyết định vượt Hoài Hà về phía nam đến các quận huyện nay là phía nam tỉnh Hà Nam, phía bắc tỉnh Hồ Bắc, và phía nam tỉnh Thiểm Tây. Chu Xán được mô tả là người rất tàn bạo, thường tiến hành giết chóc nhân dân.

## Quy phục
Mặc dù Chu Xán đã xưng vương, song ông cũng giao thiệp với các thủ lĩnh nổi dậy khác, vào năm 617, ông phái sứ giả đến xin quy phục Ngụy công Lý Mật, được Lý Mật phong tước Đặng quốc công. Vào mùa đông năm 617, Chu Xán đại bại dưới tay Lý Hiếu Cung- một người họ hàng của Lý Uyên, song Lý Hiếu Cung đã tha cho các binh sĩ của Chu Xán.
Vào mùa xuân năm 618, sau khi Lý Mật giành được một chiến thắng lớn trước tướng Tùy là Vương Thế Sung, Chu Xán là một trong số các thủ lĩnh nổi dậy cử sứ giả đến khuyên Lý Mật xưng đế, song Lý Mật từ chối. Trong khi đó, Chu Xán tiếp tục di chuyển ở nam bộ Hà Nam, bất chấp việc chiến bại trước các bộ tướng của Đường Cao Tổ là Mã Nguyên Quy (馬元規) và Chu Siêu (周超).
Vào mùa thu năm 618, sau khi Lý Mật thảm bại trước Vương Thế Sung và phải quy hàng Đường Cao Tổ Lý Uyên, Chu Xán đã phái sứ giả đến quy phục trên danh nghĩa Dương Đồng- người được các quan lại Tùy ở Lạc Dương tôn làm hoàng đế. Dương Đồng phong cho Chu Xán làm Sở Vương.
Vào mùa đông năm 618, các tướng Đường là Mã Nguyên Quy và Lã Tử Tang (呂子臧) lại đánh bại Chu Xán, song khi Lã Tử Tang đề xuất thực hiện một cuộc tấn công quyết định chống Chu Xán, Mã Nguyên Quy lại không chấp thuận, vì thế Chu Xán lại có thể tập hợp lại lực lượng. Chu Xán tự xưng là Sở Đế, đặt niên hiệu là "Xương Đạt", bao vây Mã và Lã ở Nam Dương (南陽, nay thuộc Nam Dương, Hà Nam), chiếm thành và giết chết Mã, còn Lã thì đã chết khi Chu Xán vây thành.
Lúc này, Chu Xán có 20 vạn lính, ông tiếp tục di chuyển trong khu vực, chiếm các thành và đoạt lấy kho lương. Khi ông muốn dời đi mà kho lương vẫn chưa dùng hết, ông đều cho lính đốt số lương thực còn lại, dân chúng trong vùng vì thế gặp phải nạn đói. Cuối cùng, nguồn cung lương thực trong khu vực cũng gần hết do quân của Chu Xán không tiến hành trồng trọt. Để đối phó với tình cảnh khánh kiệt, Chu Xán khuyến khích binh sĩ giết phụ nữ và trẻ sơ sinh để ăn thịt: "Thịt người là ngon nhất. Khi nào trong nước còn có người, chúng ta chẳng cần phải lo lắng." Chu Xán cũng lệnh cho các thành nằm dưới quyền kiểm soát đưa người già yếu và trẻ em đến các doanh trại làm quân lương. Các thành không thể chấp thuận các lệnh này và đã tiến hành nổi dậy chống lại ông. Vào mùa xuân năm 619, Dương Sĩ Lâm (楊士林) và Điền Toản (田瓚), thủ lĩnh các hào tộc tại Hoài An (淮安, nay thuộc Trú Mã Điếm, Hà Nam), đã suất quân tiến công Chu Xán, các thành khác cũng hưởng ứng. Chu Xán bị đánh bại, phải tập hợp tàn quân và chạy đến Cúc Đàm (菊潭, nay thuộc Nam Dương). Sau đó, ông phái sứ giả đến xin quy phục triều Đường. Đường Cao Tổ phong Chu Xán làm Sở vương, và sau đó phái tán kị thường thị Đoàn Xác (段確) đến úy lạo Chu Xán.

## Bị đánh bại và qua đời
Đoàn Xác vốn là người hay chè chén say sưa, ông ta đến Cúc Đàm vào mùa hè năm 619. Một ngày, sau một bữa tiệc rượu, Đoàn Xác có ý xúc phạm Chu Xán, hỏi: " Nghe nói rằng khanh từng ăn thịt người, thế mùi vị của nó thế nào?", Chu Xán đáp: "Mùi vị thịt của kẻ thích uống rượu thì giống như thịt lợn ngâm rượu vậy.". Đoàn Xác cảm thấy bị xúc phạm, chửi rủa Chu Xán: "Cuồng tặc! Một khi nhập triều, ngươi sẽ chỉ là một tên nô lệ, lẽ nào ngươi còn được ăn thịt người thêm nữa sao!". Chu Xán cho bắt giữ Đoàn Xác cùng vài chục người đi cùng, nấu họ rồi ăn thịt.
Tuy nhiên, sau khi hồi tỉnh lại, Chu Xán nhận ra rằng mình đã phá vỡ mối quan hệ với triều Đường, vì thế ông chạy đến Lạc Dương quy phục Vương Thế Sung, được trao chức "Long Tương đại tướng quân". Chu Xán tiếp tục phụng sự cho Vương Thế Sung sau khi Vương Thế Sung ép Dương Đồng phải thiện nhượng, lập ra nước Trịnh.
Năm 620, Đường Cao Tổ phái hoàng tử Lý Thế Dân tiến công nước Trịnh, và đến năm 621, Vương Thế Sung buộc phải đầu hàng. Lý Thế Dân tha cho Vương Thế Sung song xử tử một số các quan lại cấp cao, trong đó có Chu Xán. Sử sách mô tả rằng người dân Lạc Dương khinh miệt Chu Xán do tính tàn nhẫn của ông, và họ đã ném đá vào thi thể của ông nhiều đến nỗi chúng chất thành một đống giống như một mồ mả cao.